# Бауман, Карло
Карло Бауман (2 февраля 1914, Зеленика — 6 июля 1954, Сплит) — югославский яхтсмен, участник летних Олимпийских игр 1936 и 1952 годов.

## Спортивная биография
В 1936 году Карло Бауман принял участие в летних Олимпийских играх в Берлине. Югославский спортсмен выступил в новом олимпийском классе О-Йолле (нем. O-Jolle). Все участники соревнований выступали на лодках, предоставленных организаторами и названными в честь немецких городов. Бауман выступал на лодке Констанц. Гонки на играх проходили в тяжёлых погодных условиях и часто переносились. Наилучшим результатом в семи гонках для югослава стало 8-е место в третьей гонке. В общем зачёте Бауман занял только 19-е место.
В 1952 году Бауман принял участие в своих вторых летних Олимпийских играх. В соревнованиях в классе Финн Карло вновь, как и 16 лет назад, свой лучший результат показал в третьей гонке, заняв 7-е место. В общем зачёте югославский яхтсмен занял 23-е место.